# Jurij Slobodkin
Jurij Maksimovitj Slobodkin (ryska: Юрий Максимович Слободкин), född 7 november 1939, död 2014, var en rysk docent, examinerad jurist, advokat, domare, artikelförfattare, parlamentariker, som medverkade i SUKP-ärendet 1992 (en rysk utredning om kommunistpartiets tidigare roll). Slobodkin var gift och har tre barn.
Jurij Slobodkin föddes 7 november 1939 i byn Malyje Lomy i Tumanovodistriktet i Smolenskregionen i en kolchosarbetares familj. 1958-1961 gjorde han sin militärtjänst i Tjeljabinskregionen. 1961-1965 studerade han vid Sverdlovsks juridiska institut. I december 1965 valdes han till domare för Folkdomstolen i staden Solnetjnogorsk (i Moskvaregionen) och 1976 blev han domstolens ordförande. 1968-1970 studerade Slobodkin på distans vid det Allunionella juridiska institutet (VJuZI) och blev kandidat inom de juridiska vetenskaperna.
I december 1989 valdes han till ordförande för Domarnas kvalifikationskollegium i Moskvadistriktet. 1990-1993 var han parlamentsledamot för Tuva inom Ryska SFSR, medlem i Folkförsamlingens konstitutionskommission och medlem i "Rysslands Kommunister". Hösten 1991 anslöt han sig till Kommunistiska initiativets rörelse, vilken utgjorde grunden vid bildandet av Rysslands Kommunistiska Parti i november samma år (Slobodkin var sedan dess medlem i det partiet).
Han var en av Boris Jeltsins skarpaste kritiker. Fram till 1993 ledde Slobodkin arbetet kring ett förslag till grundlagsförändring. 1,2 miljoner namnunderskrifter samlades in till stöd för projektet. Dokumenten med grundlagsförslaget brann dock inne vid branden i parlamentsbyggnaden 1993, då den stormades av ryska inrikestrupper. Slobodkin undervisade därefter juridik vid Moskvas pedagogiska institut.

## Slobodkin i SUKP-utredningen
År 1992 deltog han i egenskap av advokat i det så kallade SUKP-ärendet som gällde utredningen kring det sovjetiska kommunistpartiets tidigare verksamhet. Utredningen pågick under ett halvår, mellan 26 maj och 30 november 1992.
Äktheten hos vissa av de tidigare hemligstämplade dokument som återfanns bestreds av Slobodkin med flera, bland andra professor F.M. Rudinskij. Bland annat skrivelser som visade på den sovjetiska ledningens ansvar för Katynmassakern (Berijas skrivelse till Politbyrån 5 mars 1940, Politbyråns beslut 5 mars 1940, Sjelepins skrivelse till Chrusjtjov 3 mars 1959).